# La Pobla de Lillet
La Pobla de Lillet è un comune spagnolo di 1 388 abitanti situato nella comunità autonoma della Catalogna.